# Z-21 Wilhelm Heidkamp
Z-21 Вильгельм Хайдкамп (нем. Z-21 «Wilhelm Heidkamp») — немецкий эскадренный миноносец типа 1936.
Назван в честь Александра Хайдкампа, обермата с линейного крейсера «Зейдлиц», во время боя у Доггер-банки, под огнём противника устранившего повреждение 280-мм башни главного калибра.
Заложен 15 декабря 1937 года на верфи фирмы «Deutsche Schiff und Maschinenbau AG» в Бремене. Спущен на воду 20 августа 1938 года и 20 июня 1939 года вступил в строй. После вступления в строй был приписан к 4-му дивизиону эскадренных миноносцев Кригсмарине. По состоянию на сентябрь 1939 года бортовой № 43.

## История службы
С 10 сентября 1939 года был назначен флагманским кораблём FdT, затем — FdZ и приписан в состав 2-й флотилии эскадренных миноносцев Кригсмарине.
С октября 1939 года по февраль 1940 года участвовал в минно-заградительных операциях у восточного побережья Великобритании.
17 — 18 октября 1939 года принимал участие в минных постановках в районе устья реки Хамбер, являясь флагманским кораблём контр-адмирала Лютьенса.
12 — 13 ноября 1939 года принимал участие в минных постановках в районе устья реки Темзы, являясь флагманским кораблём коммодора Бонте.
Также эсминец участвовал в минных постановках в районе устья реки Хамбер 18 — 19 ноября 1939 года и в районе Ньюкастла 12 — 13 декабря 1939 года.
В первой половине апреля 1940 года участвовал в операции «Везеребюнг» в качестве флагманского корабля коммодора Фридриха Бонте, входя в состав Нарвикской группы.
10 апреля в 05:35 утра в гавани Нарвика получил попадание торпеды с британского эсминца «Харди» в район кормовой части. Из-за нанесённых повреждений утром 11 апреля перевернулся и затонул. Потери — 83 человека.

## Командиры корабля
| Имя и звание                     | Время службы                  |
| -------------------------------- | ----------------------------- |
| корветтен-капитан Ганс Эрдменгер | 10 июня 1939 — 11 апреля 1940 |